# Entrantment of Evil
Entrantment of Evil è un EP del gruppo musicale death metal Incantation, pubblicato nel 1990 dalla Seraphic Decay Records.

## Tracce
1. Entrantment of Evil – 3:25
2. Eternal Torture – 3:44
3. Unholy Massacre – 2:24
4. Devoured Death – 4:42

## Formazione
- Will Rahmer - voce
- Ronnie Deo - basso
- John McEntee - chitarra
- Sal Seijo - chitarra
- Peter Barnevic - batteria